# Patriarch (Band)
Patriarch ist eine belgische Power- und Thrash-Metal-Band aus Herenthout, die im Jahr 1983 unter dem Namen Pariah gegründet wurde.

## Geschichte
Die Band wurde im Februar 1983 unter dem Namen Pariah gegründet. Zusammen nahmen sie zwei Demos auf. Ein Lied des ersten Demos erschien auf der Kompilation Satan’s Revenge von New Renaissance Records. Im März 1988 verstarb Gründungsmitglied Jan T’Seyen bei einem Autounfall. Dieses Unglück und die Tatsache, dass es bereits zwei Bands mit demselben Namen gab, bewirkten, dass sich die Band in Patriarch umbenannte.
Sie nahmen ein weiteres Demo auf, wodurch die Band einen Vertrag über zwei Alben mit dem deutschen Label Shark Records erreichte. Ihr Debütalbum Prophecy erschien im Dezember 1990. Es wurde im Ra.sh-Studio in Gelsenkirchen mit Produzent Ulli Pösselt aufgenommen. Im September 1991 kam Erik Rinkes als neuer Sänger zur Band. Das zweite Album wurde im T&T-Studio in Gelsenkirchen aufgenommen und von Ulli Pösselt im Ra.sh-Studio abgemischt. Das Album wurde im Februar 1993 unter dem Namen World Within Worlds veröffentlicht. Im Jahr 1995 erschien die EP Deity. Gegen Ende 1998 nahm die Band ein weiteres Demo auf, um hierdurch einen Labelvertrag zu erreichen. 2008 erschien ein weiteres Album namens Mankind – The Virus in Eigenveröffentlichung.

## Stil
Die Band spielt eine Mischung aus Thrash- und Power-Metal, wobei häufige Tempo- und Rhythmuswechsel charakteristisch sind. Die Stücke sind oft sehr komplex und erinnern an ältere Werke von Nevermore.

## Diskografie
als Pariah
- 1983: Satan's Revenge (Demo, Eigenveröffentlichung)
- 1985: Evil Wings (Demo, Eigenveröffentlichung)

als Patriarch
- 1988: 1988 Demo (Demo, Eigenveröffentlichung)
- 1990: Prophecy (Album, Shark Records)
- 1993: World Within Worlds (Album, Shark Records)
- 1995: 1995 Demo (Demo, Eigenveröffentlichung)
- 1998: Deity (EP, Output Records)
- 2000: No Recollection / Inside (Split mit After All, Cannibaelus Records)
- 2006: Black Harvest (Demo, Eigenveröffentlichung)
- 2008: Mankind = The Virus (Album, Eigenveröffentlichung)
- 2016: Rage of Gods (Album, Eigenveröffentlichung)
- 2024: Demonic Heart (Album, WormHoleDeath)